# Crkva sv. Petke u Banovcima
Crkva prepodobne majke Paraskeve u Banovcima u Vukovarsko-srijemskoj županiji središnja i jedina crkva pravoslavne Crkvene općine Banovačke. Izgrađena je 1819. godine u neoklasicističkom stilu i posvećena je sv. Paraskevi. Pripada Eparhiji srijemskoj, čije je sjedište u Srijemskim Karlovcima. Zbog nedostatka parohijskog ureda u Banovcima, većina svećenika koji služe u ovoj parohiji stanuje u Šidu.

## Povijest
Crkva svete prepodobne majke Paraskeve izgrađena je 1818. godine i zajedno s parohijama u Tovarniku i Iloku spada među rijetke srpske pravoslavne crkve u Hrvatskoj pod jurisdikcijom pravoslavne eparhije srijemske. Evidencije krštenja, vjenčanja i smrti čuvale su se od 1761. godine, dok su se domovni protokoli vodili od 1846. godine. Ikonostas crkve izrađen je između 1836. i 1840. godine.
1859. godine prvi protestantski podanubački Švabe naselili su se u Banovce gdje su u početnom razdoblju u znatnoj mjeri ovisili i o podršci lokalnog srpskog pravoslavnog svećenika Uroša. Kako u Banovcima u početnom razdoblju nije bilo luteranske crkve, tražili su od pravoslavnog svećenika da održi božićnu misu prema istočnom pravoslavnom obredu, što je on odbio, ali ih je pozvao da sami organizuju proslavu u crkvi svete Petke.
U međuratnom razdoblju, nakon uspostave Kraljevine Srba, Hrvata i Slovenaca, crkva u Šidskim Banovcima pokrivala je pravoslavne zajednice u Vinkovačkim Banovcima, Ilači, Ivancima i Đeletovcima. Jedan od svećenika koji su služili u Banovcima bio je Ivan J. Lubarski, rođen 16. siječnja 1896. u Rudovki u Rusiji. Lubarski je službu započeo 23. listopada 1934. godine.
Tijekom Drugog svjetskog rata, pravoslavna zajednica suočila se s vjerskom progonima i politikama prisilnog pokrštavanja na rimokatolicizam. Odaziv pravoslavnog stanovništva u Banovcima na pokrst bio je minimalan.
Dana 25. veljače 1946. održan je sastanak vezan uz agrarnu reformu za crkvenu zajednicu u Šidskim Banovcima, na kojem su sudjelovali članovi lokalnog komiteta, poljoprivrednici i predsjednik crkvene zajednice.. Okružna komisija za agrarnu reformu i kolonizaciju u Slavonskom Brodu dodijelila je 17 hektara crkvenoj općini, dok je oduzela 37 hektara. Još jedna zgrada povezana u vlasništvu crkve nacionalizirana je krajem 1959. godine.
U novijoj povijesti, 2019. godine obnovljen je zvonik, a oštećena zvona su popravljena i elektrificirana. Crkva je u istoj godini proslavila svoju 200. godišnjicu s liturgijom koju je vodio episkop Vasilije. The restoration received support from the local administration in Nijemci Municipality, which funded moisture protection in the church. Obnova je dobila podršku lokalne uprave Općine Nijemci, dok je dodatna financijska potpora osigurana od Ureda za vjerske zajednice u Srbiji. Crkva je pretrpjela oštećenja tijekom olujnog nevremena 19. i 21. srpnja 2023. godine.

## Galerija
- Sveta Petka, kojoj je crkva posvećena
- Crkva sv. Petke